# 仁豐野站
仁豐野站（日语：／ Nibuno eki */?）是位於兵庫縣姬路市仁豐野265番2號，西日本旅客鐵道（JR西日本）的播但線車站。

## 歷史
- 1896年（明治29年）8月19日 - 播但鐵道（日语：播但鉄道）野里站至香呂站之間開設此站[1]。開始提供旅客和貨運服務。
  - 當時車站地址為兵庫縣神崎郡砥堀村（日语：砥堀村）仁豐野。
- 1903年（明治36年）6月1日 - 播但鐵道轉讓營業權至山陽鐵道，成為山陽鐵道車站。
- 1906年（明治39年）12月1日 - 根據鐵道國有法（日语：鉄道国有法），山陽鐵道被國有化，成為官設鐵道車站。
- 1909年（明治42年）10月12日 - 制定路線名稱，此站成為播但線車站。
- 1933年（昭和8年）4月1日 - 隨著砥堀村編入至姬路市（第一次），車站地址變為兵庫縣姬路市仁豐野。
- 1946年（昭和21年）3月1日 - 隨著姬路市（第二次）成立，車站地址變為現時地址。
- 1971年（昭和46年）12月1日 - 結束貨物起卸業務。
- 1987年（昭和62年）4月1日 - 伴隨國鐵分割民營化，車站由西日本旅客鐵道（JR西日本）營運。
- 2007年（平成19年）8月1日 - 櫃臺營業時間延長3小時40分，由早上7時10分至晚上9時（變更前至黃昏5時20分）。
- 2016年（平成28年）3月26日 - 此站可使用IC卡「ICOCA」[2]。站內設置了IC卡專用簡易閘機。

## 車站構造
車站是一座地面車站，設有2面2線的相對式月台。車站大樓位於靠近姬路方向月台側，兩月台之間設有跨線橋連接。由於配線上，靠姬路一方的轉轍器是Y字形結構，因此月台設有方向性。
此站是由福知山分社管轄，福崎站管理的業務委託車站，委托了JR西日本福知山Maintec負責車站業務。在2005年（平成17年）10月修正前，委托者為JR西日本交通服務。
此站沒有自動閘機，但是設有IC卡專用簡易閘機。

### 月台
| 月台 | 路線   | 上下行 | 方向             |
| ---- | ------ | ------ | ---------------- |
| 1    | 播但線 | 上行   | 姬路方向         |
| 2    | 播但線 | 下行   | 寺前、和田山方向 |

## 使用狀況
根據「兵庫縣統計書」，2016年（平成28年）度1日平均乘車人次為1,043人。
以下為近年1日平均乘車人次列表。
| 年度   | 1日平均 乘車人次 |
| ------ | ---------------- |
| 2000年 | 1,073            |
| 2001年 | 1,051            |
| 2002年 | 1,019            |
| 2003年 | 1,014            |
| 2004年 | 1,014            |
| 2005年 | 999              |
| 2006年 | 1,018            |
| 2007年 | 1,069            |
| 2008年 | 1,059            |
| 2009年 | 1,026            |
| 2010年 | 1,032            |
| 2011年 | 1,046            |
| 2012年 | 1,059            |
| 2013年 | 1,079            |
| 2014年 | 1,020            |
| 2015年 | 1,055            |
| 2016年 | 1,043            |

## 車站周邊

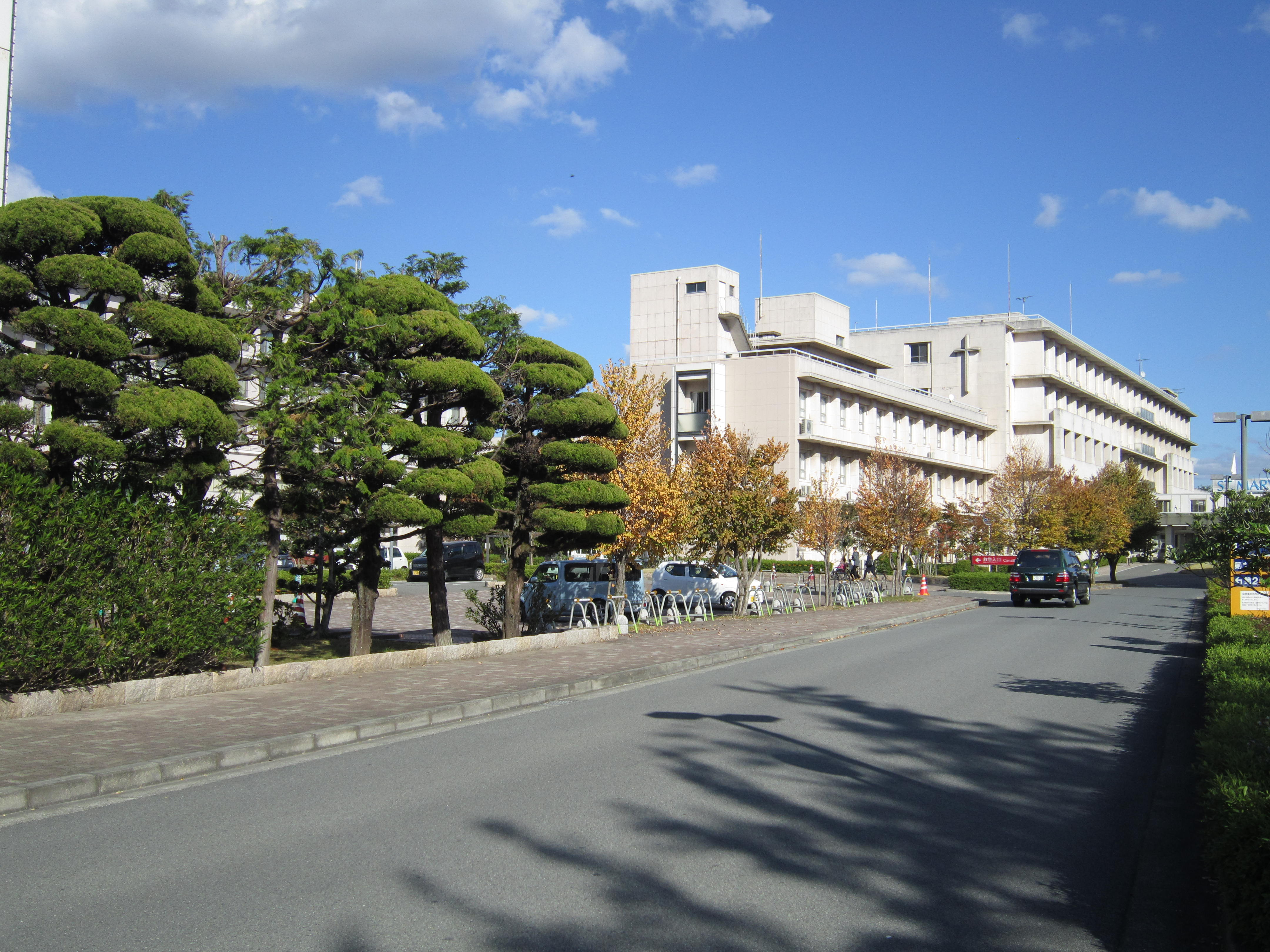
姬路聖瑪利亞醫院

此站附近為和辻哲郎出生地。曾經在此站附近設有越戰難民居住中心。
- 國道312號（日语：国道312号）
- 聖弗朗西斯科醫院修道女會、姬路聖瑪利亞醫院
- 姬路中央公園（日语：姫路セントラルパーク） 從此站轉乘的士乘坐10分鐘。從姬路站可轉乘神姬巴士乘坐約30分鐘，該巴士路線較少班次，由於市內道路較擠塞，而仁豐野往姬路中央公園道路的交通量較少。因此，此站轉乘的士會比較快前往該處。
- 姫路玫瑰園[1](姬路市豐富町) 每年5月至6月和10月至11月開放。從此站向北步行12分鐘

## 相鄰車站
西日本旅客鐵道（JR西日本）
 播但線
砥堀－仁豐野－香呂

## 注腳
1. 1 2 3 4 5 6 7 8 9 10 11  . 神戸新聞総合出版センター. 2011-12-15: 152. ISBN 9784343006028 （日语）.
2. ↑   (PDF) (新闻稿). 西日本旅客鉄道. 2015年12月18日  [2016-03-26]. （原始内容存档 (PDF)于2016-03-05） （日语）.
3. ↑  兵庫県統計書 （页面存档备份，存于）（日語）

## 外部連結
- 仁豐野｜車站資訊：JR出門網 - 西日本旅客鐵道（日語）